# Аргаюко (гора)
Аргаю́ко (кабард.-черк. Аргъуейикъуэ) — гора в пределах Лесистого хребта в центральной части Кабардино-Балкарии,. Является высшей точкой Баксанского района республики. 

## География
Гора расположена в юго-восточной части Баксанского района, в междуречье бассейнов рек Баксан и Чегем. К востоку от горы протекает одноимённая река Аргаюко, впадающая в реку Баксан у села Заюково. 
Склоны и вершина горы покрыты густым смешанным и широколиственным лесом. Относительная высота горы составляет около 570 метров. Абсолютная высота достигает 1545 метров над уровнем моря. 
Вершина горы считается высшей точкой Баксанского района КБР. По другим данным высшей точкой района является, расположенная чуть южнее от Аргаюко — гора Хаджипа (кабард.-черк. Хьэжыпэ), чья высота достигает 1591 метров над уровнем моря. Однако эта гора уже административно расположена на территории Чегемского района. 

## Курганы
У северного подножья горы имеются различные грунтовые могильники относящиеся к периоду майкопской культуры и кабардинские курганные захоронения относящиеся к XIII-XV векам. 
В 1963 году Н. А. Шафиевым были вскрыты два грунтовых могильника и изучены древние захоронения. 